# Milan Kocić
Milan Kocić (Sesana, 16 febbraio 1990) è un calciatore sloveno, difensore del Brian Lignano.

## Carriera
Ha giocato nella massima serie dei campionati bulgaro, sloveno, ceco, greco e rumeno. Il 14 dicembre 2022 viene tesserato dalla Clivense, con cui esordisce nello stesso giorno, in un incontro valido per la Coppa Italia Eccellenza Veneto contro il Vittorio SMC.

## Palmarès

### Club

#### Competizioni regionali
- Eccellenza: 1

Clivense: 2022-2023 (girone A)

### Individuale
- Capocannoniere della Coppa di Slovenia: 1

2015-2016 (4 reti)